# روبرت ملویل
روبرت ملویل (انگلیسی: Robert Melvill; ۱۲ اکتبر ۱۷۲۳ – ۲۹ اوت ۱۸۰۹) مخترع، افسر، عتیقه‌شناس، باستان‌شناس، تاریخ‌نگار و گیاه‌شناس اهل پادشاهی متحد بریتانیای کبیر و ایرلند بود. وی همچنین برندهٔ جوایزی همچون همکار انجمن سلطنتی شده‌است.